# Uwe Hermann
Uwe Hermann (* 1961 in Sulingen) ist ein deutscher Schriftsteller.

## Leben
Hermann lebt in Wagenfeld. Seit den 1990er Jahren ist er schriftstellerisch tätig. In dieser Zeit entstanden über 100 Kurzgeschichten und einige Romane. Das Werk des Autors umfasst die Genres Science-Fiction, Fantasy, Thriller und Märchen. Zahlreiche von Hermanns Kurzgeschichten finden sich in Anthologien und Magazinen, wie z. B. c’t, Exodus und Spektrum der Wissenschaft.
2018 gewann Das Internet der Dinge den Kurd-Laßwitz-Preis und den Deutschen Science-Fiction-Preis als beste Erzählung des Jahres 2017. Zusätzlich belegte er mit seiner Kurzgeschichte Der Raum zwischen den Worten den zweiten Platz beim Kurd-Laßwitz-Preis. 2022 erhielt Hermann für seinen Near-Future-Thriller Nanopark den Kurd-Laßwitz-Preis für den besten deutschsprachigen Roman.

## Auswahl der Werke
- Der Raum zwischen den Worten. Eigenverlag 2019, ISBN 978-1-7902-4539-0
- Userland: Berlin 2069. Atlantis Verlag 2019, ISBN 978-3-86402-674-4
- Nanopark: Erlebe deine Fantasie. Polarise 2021, ISBN 978-3-947619-69-6